# A Ceylon Tea Estate
A Ceylon Tea Estate è un cortometraggio muto del 1913. Il film, un documentario sulla coltivazione del tè prodotto dalla Selig e girato a Ceylon (l'attuale Sri Lanka), non riporta nei credit né il nome del regista né quello dell'operatore.

## Produzione
Il film fu prodotto dalla Selig Polyscope Company.

## Distribuzione
Distribuito dalla General Film Company, il film - un cortometraggio di 75 metri - uscì nelle sale cinematografiche statunitensi il 10 ottobre 1913. Nelle proiezioni, veniva programmato con il sistema dello split reel, accorpato in un'unica bobina con un altro cortometraggio prodotto dalla Selig, il drammatico Only Five Years Old.